# Стрижаков (село)
Стрижаков (укр. Стрижаків) — село на Украине, находится в Оратовском районе Винницкой области.
Код КОАТУУ — 0523185301. Население по переписи 2001 года составляет 285 человек. Почтовый индекс — 22640. Телефонный код — 4330.
Занимает площадь 1,687 км².

## Адрес местного совета
22640, Винницкая область, Оратовский р-н, с. Стрижаков, ул. Мира, 32